# 糠塚貝塚
糠塚貝塚（ぬかづかかいづか）は、宮城県登米市に所在する縄文時代前期～後期に属する貝塚である。

## 地理
糠塚貝塚は宮城県北部の伊豆沼と長沼の間の低い丘陵上に位置する内陸性主淡貝塚である。

## 調査研究
1954年には新田村史編纂委員会・東北大学教育教養部日本史研究室によって発掘調査が行われ、『登米郡新田村史』に公表された。このときの調査では上下2層に細別され、特に上層資料は「糠塚式」と呼称され、縄文中期の成立をめぐって「糠塚論争」が繰り広げられた。また、糠塚貝塚出土の縄文前期～中期土偶の型式学的検討が行われたことで知られる。
1964年春には1954年調査の隣接地で「麦畑の深耕の際、貝殻の露出」があり、土器が出土した。8月には発掘調査を行い、上層の貝層からは「五領ヶ台式や下小野式のモチーフのあるものがあって広義の大木7式」、下層からは大木5式、最下層からは大木2a、b式、3式土器の破片が出土した。この後、遺跡はブルドーザーによって破壊されることになり、翌年春まで遺物は収集され、1976年には貝塚の東側半分のうち外側三分の一が失われた。